# 若い女性
『若い女性』（わかいじょせい）は1950年度から1953年度にかけて日本放送協会（NHK）のラジオ放送で生放送された、主にティーンエージャー（10代）の女性に向けて放送された情報番組・教養番組である。
毎週日曜日に放送され、「情操教育を養うもの、思考力を養うもの、実生活に役立つもの」をテーマに、様々な情報を、雑誌形式のスタイルで生放送していたもの。進行役として、編集長：小川やよいを演じた東京放送劇団の尾崎勝子、その助手：真木陽子を当時高校2年生でのちにNHK職員となった小森美巳が担当していた。
番組としては、「座談・討論会」「著名人へのインタビュー」「放送劇（ラジオドラマ）」「取材録音レポート」などで、番組を形にするにあたり、パイロット版を製作、数回にわたり女子学生らを交えて試聴会を開催した。
1951年、作家・林芙美子がゲストに招かれ、リスナー約30名を交えてのトークコーナーが生放送され、この4日後に急逝したため、放送における遺作（最期の出演）となった。この音源は2023年12月3日にNHK-FMで放送された『伊集院光の百年ラヂオ』の中で、抜粋して放送されたほか、その生放送風景をNHKが広報用に制作した記録映画で収録していた。